# タンド
タンド（フランス語：Tende、イタリア語・オック語・リグリア語:Tenda、テンダ）は、アルプ＝マリティーム県のコミューンである。

## 地理

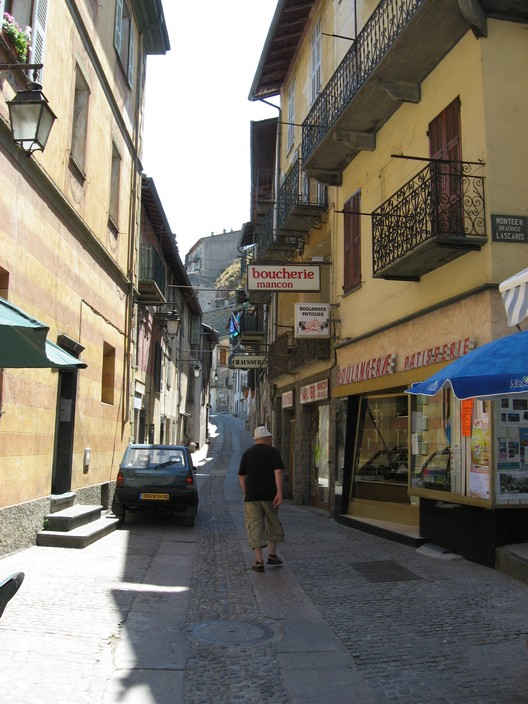
市内

タンドはメルカントゥール国立公園内に位置し、イタリアとの国境線が近くに存在する。標高2000メートルを超える地域も存在する。
ロヤ川という川が市内を通っている。
アルプス山脈 の通行の要地であり、道路や、鉄道も通る。
メルヴェイユ美術館が存在する。

## 歴史
690年には、 この街は存在した。
タンドは、中世にはヴェンティミーリアや、プロヴァンス などに所属していた。その後はサヴォイア公国やフランス第一共和政（後にフランス第一帝政）に所属していた。その後はサルデーニャ王国(後にイタリア王国)に1947年まで統治されていた。
イタリアの敗戦の結果、平和条約により、フランスに1947年に割譲された。
中世には塔が立っていた。

## 文化
タンドでは、フランス語やリグリア語の方言が話される。

## 経済
- 水力発電所
- 畜産
- チーズ、蜂蜜やジャム作り
- 旧晶鉱山

## 輸送
タンド線の鉄道駅が存在する。

## 姉妹都市
- ナルゾーレ、イタリア(1992年)

## 参照
- アルプ=マルティーム県のコミューン